# Mose Tolliver
Moses Ernest Tolliver (4 de julho de 1918 - 30 de outubro de 2006) foi um artista americano.conhecido como "Mose T", devido à assinatura que usava nas suas pinturas, assinada com "s" invertido.

## Biografia
Tolliver foi um dos 12 filhos dos meeiros Ike e Laney Tolliver na comunidade de Pike Road, perto de Montgomery, Alabama . O seu ano exato de nascimento é desconhecido, embora se saiba que ele nasceu em 4 de julho entre os anos1920–25. Tolliver frequentou a escola apenas até a terceira classe devido à sua falta de interesse pela educação, como o próprio veio a reportar. Na década de 1930 a família muda-se para Montgomery (Alabama), onde passa a ajudar a sustentar seus pais, bem como a sua extensa família, fazendo biscates.
No início da década de 1940 casou-se com a sua amiga de infância, Willie Mae Thomas, com quem teve 13 filhos, 11 dos quais sobreviveram até a idade adulta . No final da década de 1960, quando trabalhava na fábrica de móveis McLendon, sofreu um grave acidente de trabalho em que as suas pernas foram esmagadas quando uma carga de meia tonelada de mármore se deslocou e caiu de uma empilhadeira enquanto ele varria a fábrica de móveis. Após este incidente, passa a recorrer à pintura para combater o tédio, a dor e as longas horas de inatividade. Embora muitos digam que sua carreira começou após o acidente, Tolliver afirma que já pintava antes. Ele costumava virar suas pinturas de cabeça para baixo e pintar talvez um animal e uma paisagem posicionados em várias direções. Os títulos de Tolliver são extremamente divergentes; por exemplo, "Smoke Charlies", "Scopper Bugs" ou "Jick Jack Suzy satisfazendo a si mesma".
A 30 de outubro de 2006, Tolliver morreu de pneumonia em Montgomery, Alabama .

## Carreira
Após o incidente de trabalho que sofreu, Tolliver viu pinturas do irmão de McLendon, Raymond, e decidiu que poderia dedicar-se também a essa actividade. Os Mclendons ofereceram-se para financiar a sua formação para ele e ensiná-lo, mas ele recusou, querendo criar seu próprio estilo. Foi aqui que Tolliver começou a assinar sua obra, "Mose T" com um "s" invertido. As pinturas de Tolliver geralmente retratavam algum tipo de natureza, animal ou até mesmo autorretratos de si mesmo. Ele trabalhava regularmente com "tinta comum para casas" em madeira compensada, molduras de portas ou tampos de mesas, criando imagens caprichosas e às vezes eróticas de animais, humanos e flora. Os seus temas mais familiares também incluíam melancias e pássaros. O estilo de pintura de Tolliver é conhecido como plano, frontal completo ou perfil reto com uma paleta suave. Ele criou dispositivos suspensos pendurar o seu trabalho, e muitas de suas pinturas posteriores apresentam um anel de lata de refrigerante de metal para fins de exibição. Um "Quail Bird" pode deslizar sobre um campo de algodão, ou uma "Diana" ou "Moose Lady" de pernas abertas pode estar montada em um suporte para bicicletas ergométricas. Nunca conseguindo andar bem após a lesão, ele pintou muitos autorretratos com muletas ou sentando-se na cama e equilibrando a superfície em que estivesse  pintar sobre os joelhos. Os temas de Tolliver foram extraídos de sua própria experiência .
O trabalho de Tolliver foi exibido no Smithsonian American Art Museum em Washington, DC, e no Philadelphia College of Art, no Montgomery Museum of Fine Arts, no Pérez Art Museum Miami e na Corcoran Gallery of Art . Parentes de Tolliver imitaram seu estilo e assinaram seus trabalhos como ele, tornando às vezes difícil para os colecionadores encontrar uma pintura original. Sua filha Annie também era artista.
O trabalho de Mose Tolliver faz parte de inúmeras coleções de arte permanentes, incluindo
- Galeria Nacional de Arte, Washington, DC
- Museu Metropolitano de Arte, Nova York
- Museu de Arte Americana Smithsonian
- Centro Pompidou, Paris
- Museu de Arte Contemporânea, Los Angeles
- Alto Museu de Arte, Atlanta
- de Young Museum, São Francisco
- Museu de Arte Pérez de Miami
- Museu de Arte de Birmingham
- Museu de Arte de Akron
- Museu de Arte da Universidade de Michigan
- Instituto de Arte de Minneapolis[10]

Muitas instituições exibiram trabalhos de Mose Tolliver, incluindo:
- Galeria Nacional de Arte, Washington, DC[11]
- Museu Metropolitano de Arte, Nova York, NY
- Museu Deyoung, São Francisco, CA
- Museu de Arte Americana Smithsonian, DC
- Museu de Arte Pérez Miami, FL[12]
- Retrospectiva, American Folk Art Museum, Nova York, NY
- Passionate Visions of the American South, Nova Orleans, LA
- Museu Nacional Soares dos Reis, Porto, Portugal (Exposição PORTRETO DE LA ANIMO ART BRUT ETC.)